# Eleonora Jankovič
Eleonora Jankovič (tudi Nora Jankovič in Eleonora Iancovich), italijanska operna in koncertna pevka slovenskega rodu, * 13. februar 1941, Trst, † 15. marec 2019, Trst
Rodila se je v družini violinista Pavla Jankoviča. V rojstnem kraju je obiskovala slovenski znanstveni licej France Prešeren. Klavir se je učila na glasbeni šoli tržaške Glasbene matice ter nadaljevala na tržaškem glasbenem konservatoriju in tam 1964 tudi  diplomirala. Po diplomi je poučevala glasbeno vzgojo na slovenskih srednjih šolah v Trstu ter istočasno študirala petje pri Francu Ferrarisu na tržaškem glasbenem konservatoriju in tu 1971 diplomirala iz solopetja. Izpopolnjevalne študije je v letih 1971-1973 opravila pri Marii Carbone na konservatoriju Giuseppe Verdi v Milanu. Od jeseni 1971 nastopa po Italiji in tujini z bogatim opernim in koncertnim repertoarjem.